# Methaanthiol
Methaanthiol of methylmercaptaan is een organische zwavelverbinding met als brutoformule CH4S. Het is een kleurloos gas met de indringende geur van zweetvoeten en rotte wittekool.

## Voorkomen
Methaanthiol komt in de natuur voor, onder meer in teer en aardolie. Het ontstaat bij het rotten van organisch materiaal in moerassen. In het zeewater komt het voor als afbraakproduct van dimethylsulfoniopropionaat, dat wordt uitgescheiden door algen. De concentratie van methaanthiol in zeewater is echter extreem laag en bedraagt ongeveer 0,3 nanomolair. Bacteriën (in zowel aerobe als anaerobe omgevingen) kunnen methaanthiol omzetten tot dimethylsulfide.

## Toepassingen
Methaanthiol wordt voornamelijk gebruikt bij de aanmaak van plastics en pesticiden. Daarnaast wordt het ook ingezet bij de bereiding van het aminozuur methionine, dat onder meer als voedingssupplement wordt gebruikt. Net zoals andere thiolen met een indringende geur wordt het in zeer lage concentraties toegevoegd aan aardgas, om het detecteerbaar te maken.

## Toxicologie en veiligheid
Methaanthiol ontleedt bij verbranding, met vorming van giftige dampen, waaronder zwaveloxiden en waterstofsulfide. De verbinding reageert hevig met sterk oxiderende stoffen, water, stoom of zuren, met vorming van giftig en brandbaar gas. Methaanthiol is zeer giftig voor waterorganismen en mag onder geen beding in grote concentraties in het water terechtkomen.